# Edgar-Deichmann-Park

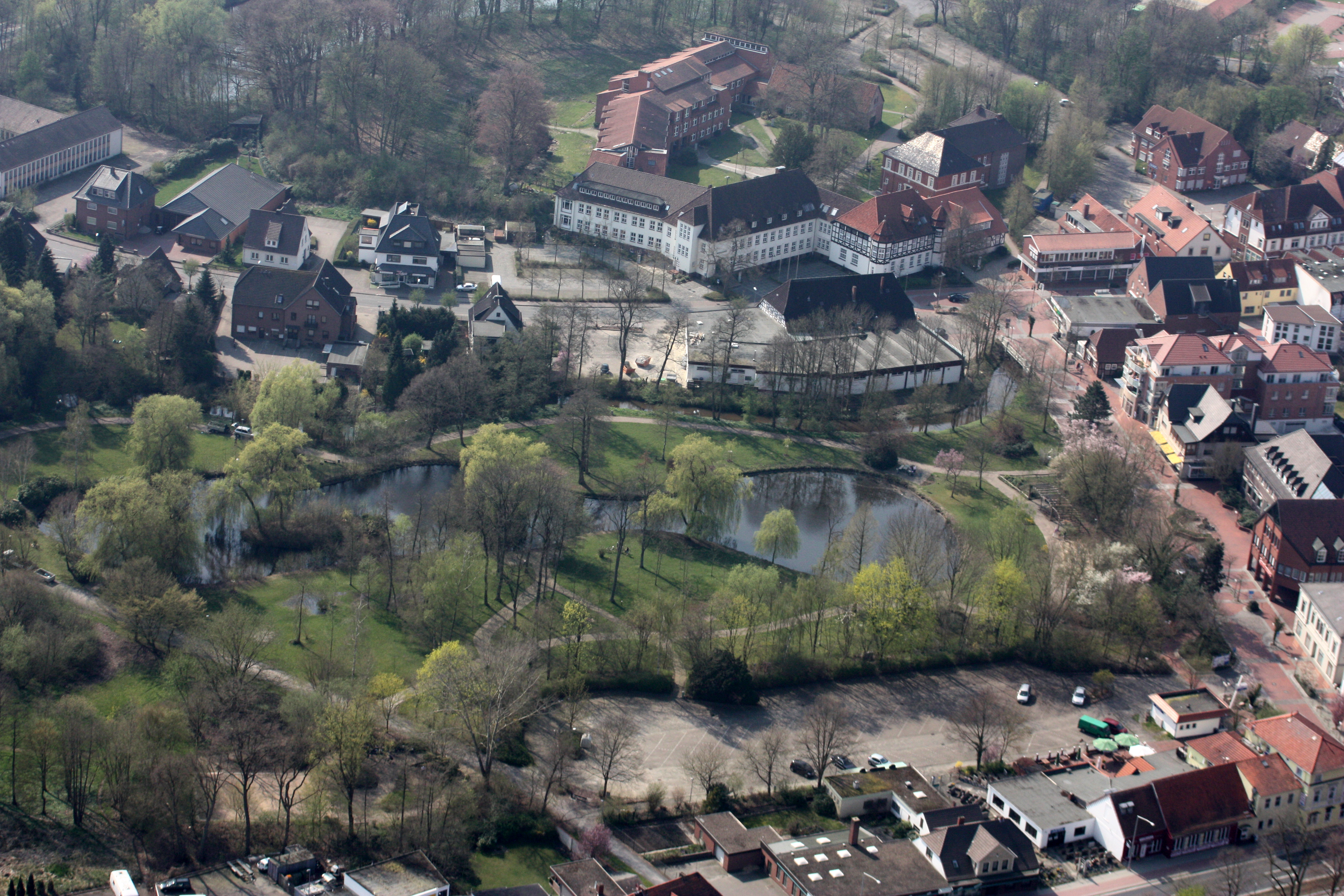
Der Park mit Mühlenteich (2010)

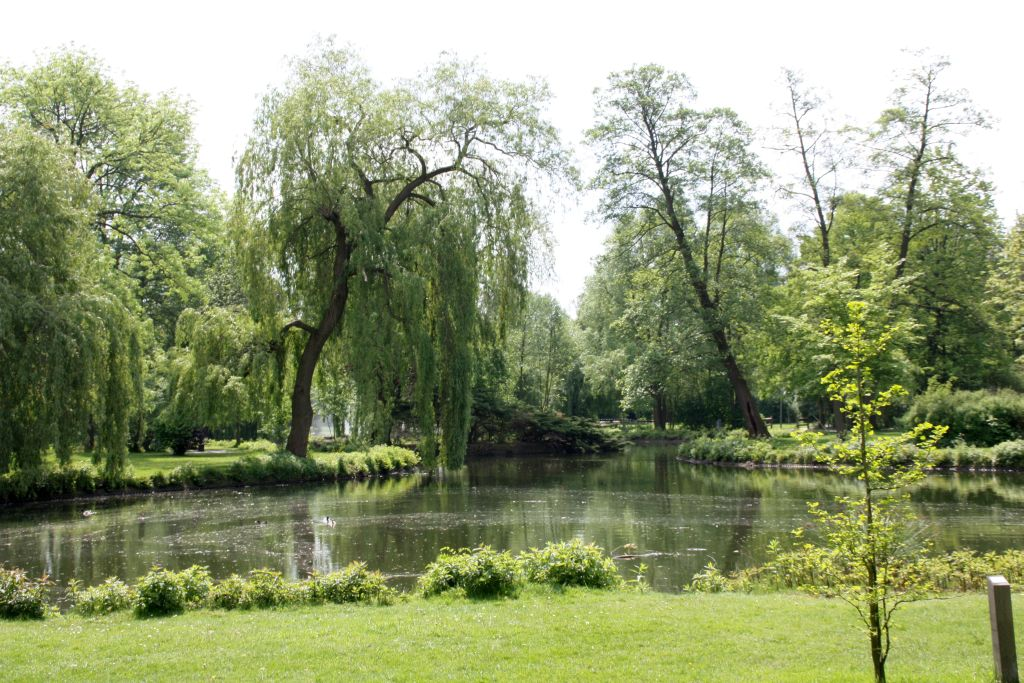
Der Park mit Mühlenteich (2012)

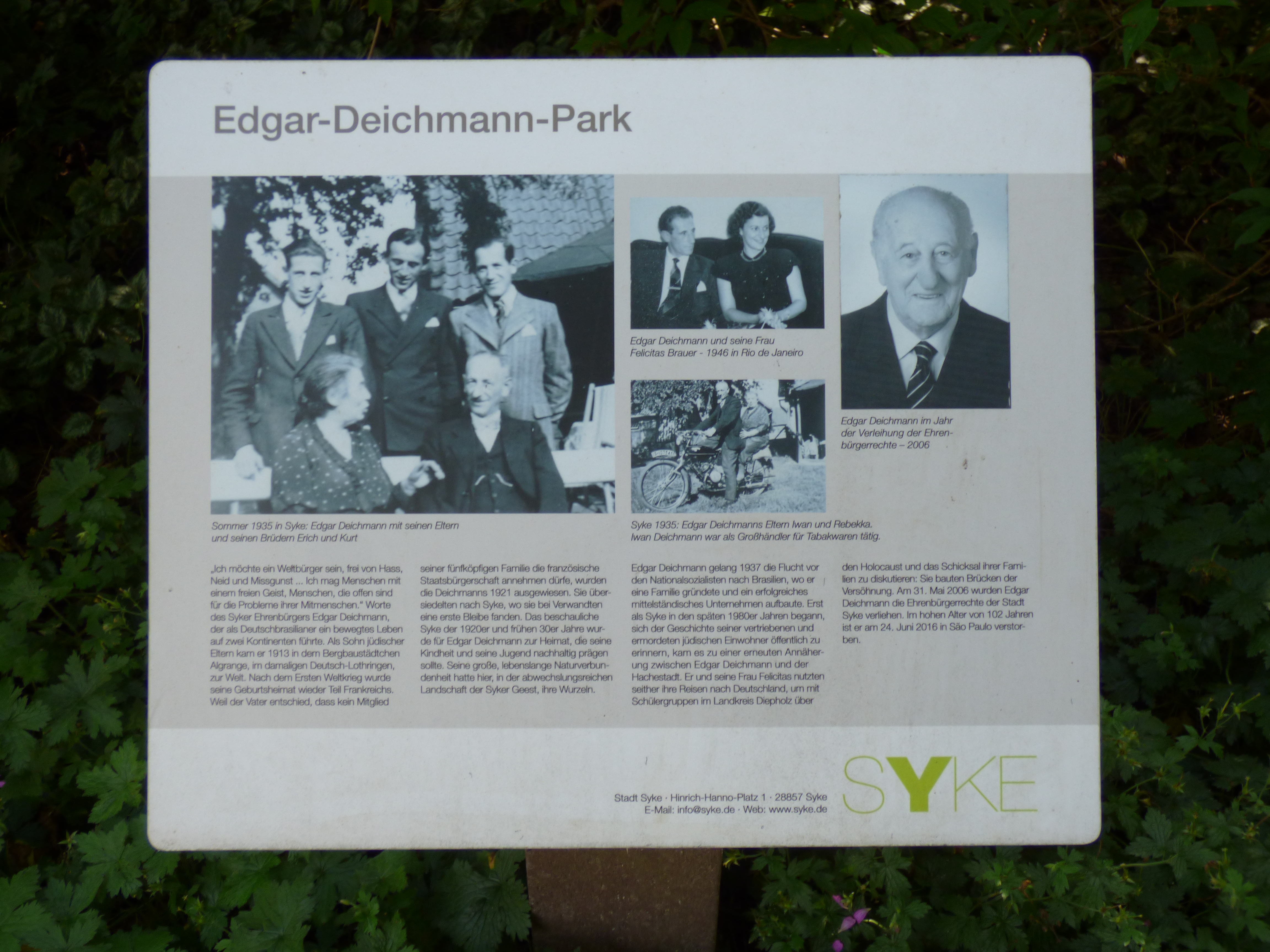
Infotafel „Edgar-Deichmann-Park“

Der Edgar-Deichmann-Park ist eine Parkanlage im Zentrum der Stadt Syke im niedersächsischen Landkreis Diepholz. Er ist benannt nach dem Syker Ehrenbürger 2006, Edgar Deichmann (1913–2016).
Am westlichen Rand des Gebietes, das den Mühlenteich umschließt, fließt die Hache, nördlich verläuft der Mühlendamm, östlich liegt ein Parkplatz und verläuft die B 6 (= Nienburger Straße) und südlich verläuft die Landesstraße L 333 (= Ernst-Boden-Straße).
Im Park sind die Bäume des Jahres 1989 bis 2016 und auch Ginkgo biloba, der Baum des Jahrtausends, vertreten. Mehrere Exemplare des Mammutbaumes und eine Kaukasische Flügelnuss fallen besonders auf. Sie alle sind mit Beschriftungsschildern auf Stelen gekennzeichnet, die den botanischen und den deutschen Namen des Baumes tragen. Dadurch erhält der Park einen Baumlehrpfad und wird zu einem innerstädtischen Arboretum.
Für unterschiedliche Altersgruppen finden sich als Freizeitangebote ein Piratenschiff, ein Kleinkinderspielplatz, ein Bouleplatz, Trainingsgeräte auf einem Mehrgenerationenplatz, ein Barfußpfad für Kinder und eine Kneippanlage, bestehend aus einem Tret- und einem Armtauchbecken.

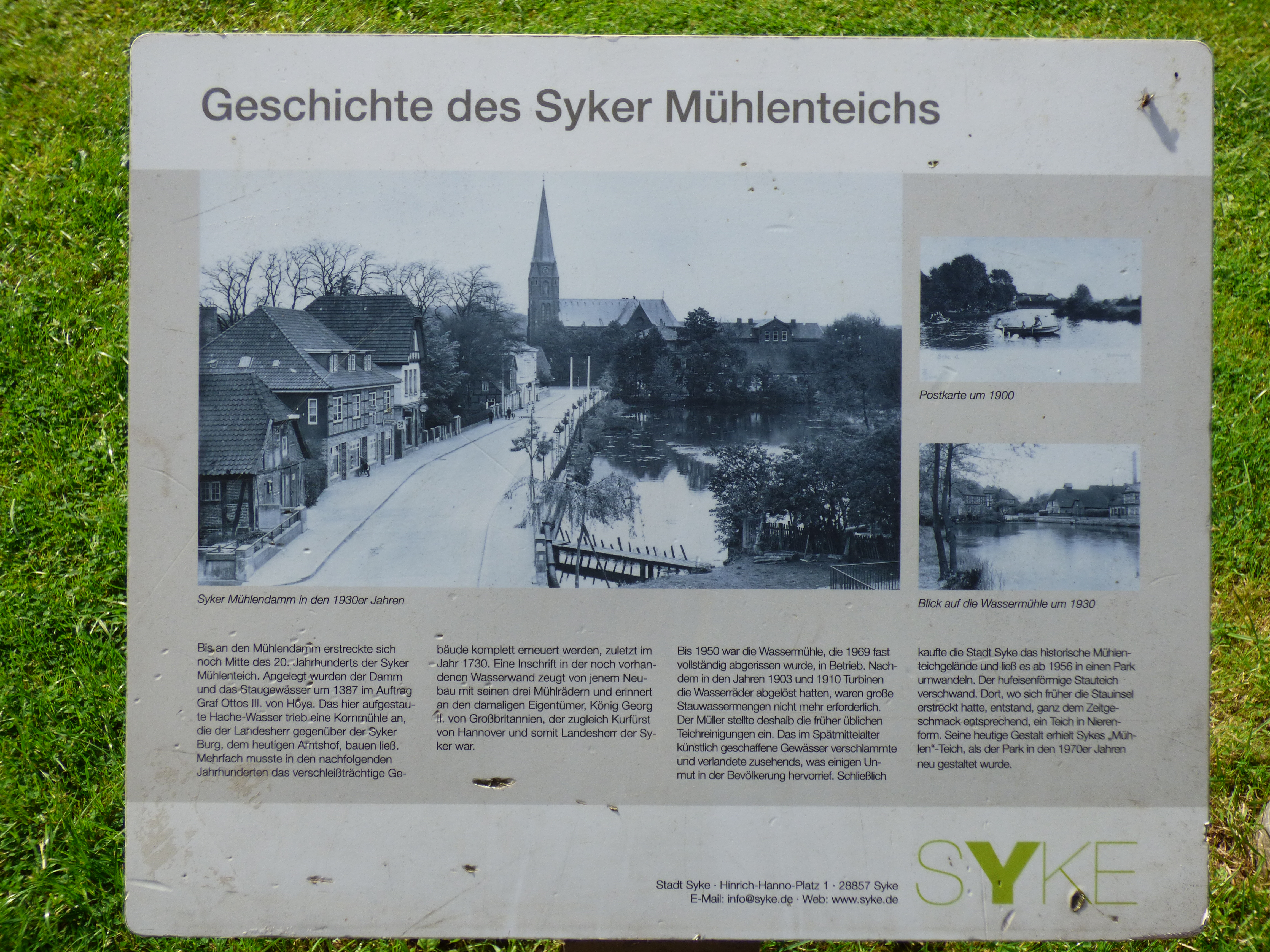
Infotafel „Geschichte des Syker Mühlenteichs“
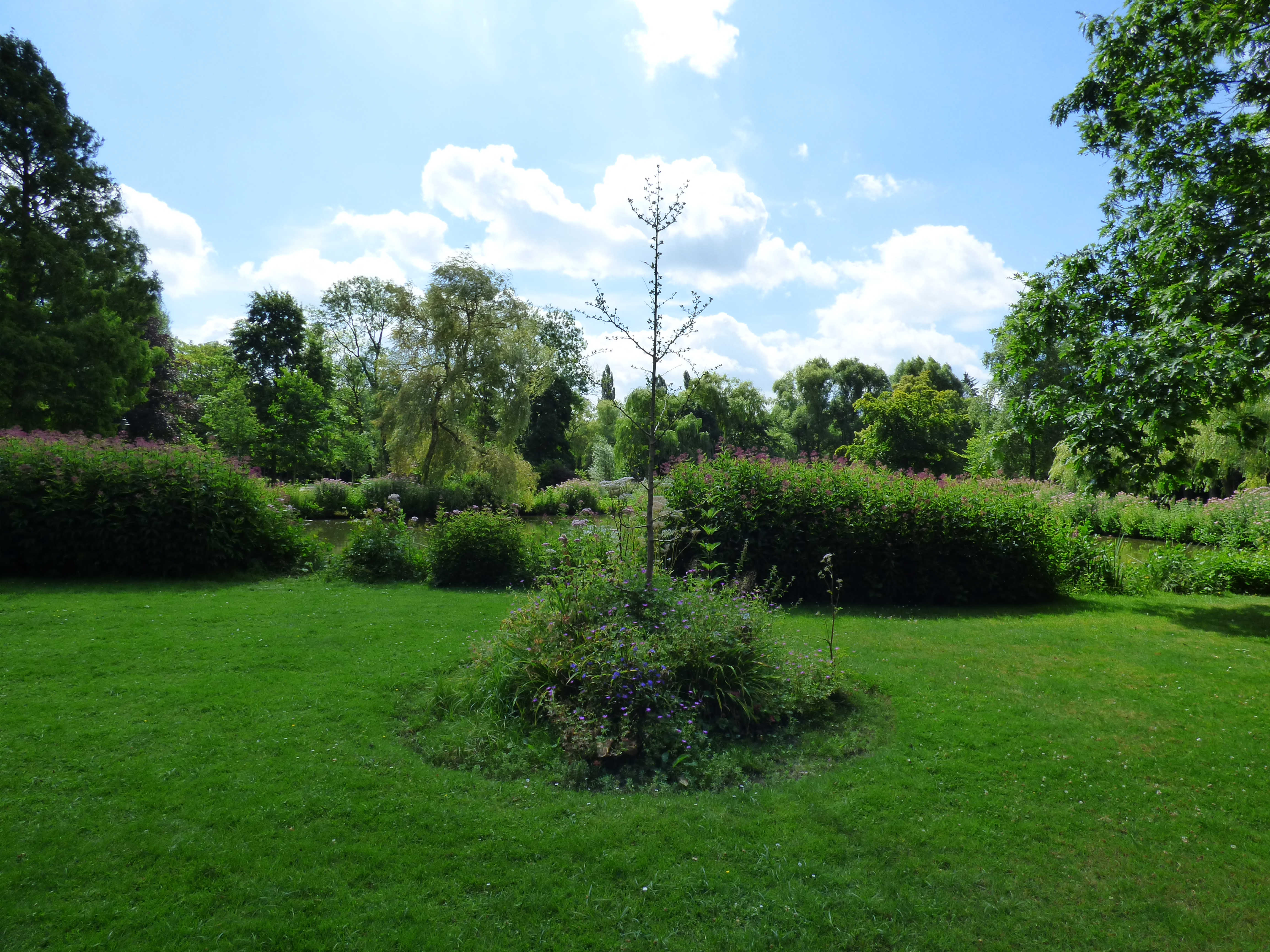
Ginkgo im Park (2024)
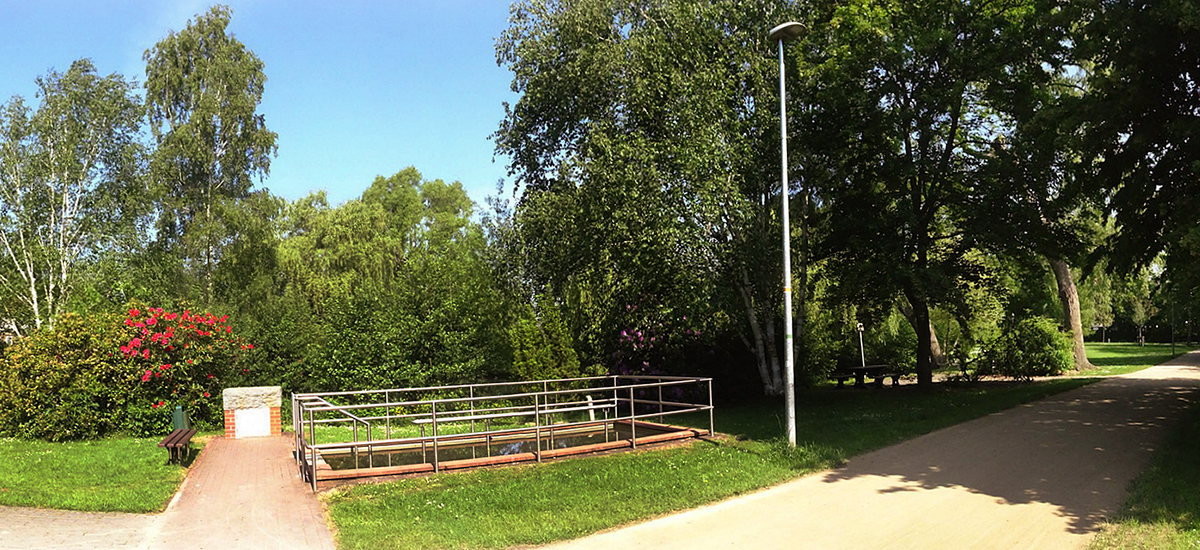
Die Kneipp-Anlage im Park (2020)